# Manadhoo
Manadhoo (Dhivehi: މަނަދޫ) est une ville des Maldives, de la subdivision Noonu dont elle constitue la localité la plus importante avec 3 800 habitants. Ceux-ci sont répartis sur une superficie de seulement 1,08 km2, soit une densité de 3 507 hab./km2.
La ville se trouve à environ 176 kilomètres de la capitale Malé.